# ديرونة (جبلة)
ديرونة قرية صغيرة في ناحية عين شقاق التابعة لمنطقة جبلة في محافظة اللاذقية. بلغ عدد سكانها 82 نسمة عام 2004.